# Нововербское
Нововербское (укр. Нововербське) — село,
Брагиновский сельский совет,
Петропавловский район,
Днепропетровская область,
Украина.
Код КОАТУУ — 1223881004. Население по переписи 2001 года составляло 65 человек.

## Географическое положение
Село Нововербское находится в 3-х км от села Богдано-Вербки и в 2,5 км от села Далёкое (Близнюковский район).